# Ryō Nishikido
Ryō Nishikido (jap. 錦戸亮 Nishikido Ryō; ur. 3 listopada 1984 w Osace) – japoński aktor, wokalista, członek grup muzycznej Kanjani8 oraz były członek NEWS. Jest jedną z najpopularniejszych gwiazd japońskiego popu. Ma dwóch starszych braci oraz młodszą siostrę.

## Filmografia
- Yorozu Uranaidokoro Onmyoya e Yokoso (Fuji TV 2013)
- Papadol! (TBS 2012)
- Ikiteru Dake de Nankurunai sa (NTV 2011)
- Zenkai Girl (Fuji TV 2011)
- Inu o Kau to Iu Koto (TV Asahi 2011)
- Bartender (TV Asahi 2011, ep8)
- Joker (Fuji TV 2010)
- Niini no Koto wo Wasurenaide (NTV 2009)
- Orthros no Inu (TBS 2009)
- Ryūsei no Kizuna (TBS 2008)
- Last Friends (Fuji TV 2008)
- 1 Litre of Tears special (Fuji TV 2007)
- Attention Please special (Fuji TV 2007)
- Kemarishi (KTV 2006)
- Dive to Future (KTV 2006)
- Attention Please (Fuji TV 2006)
- 1 Litre of Tears (Fuji TV 2005)
- Ganbatte Ikimasshoi (2005)
- Teruteru Kazoku (2004)
- Card Queen (NHK 2003)
- Zenigetchu!! (NTV 2001)
- Shichinin no Samurai J ke no Hanran (TV Asahi 1999)
- Binbo Doshin Goyocho (TV Asahi 1998)

## Nagrody
- 12. Nagroda Nikkan Sports Drama Grand Prix (jesień 2008): najlepszy aktor drugoplanowy – Ryusei no Kizuna[1]
- 57. Television Drama Academy Awards: najlepszy aktor drugoplanowy – Last Friends
- 12. Nagroda Nikkan Sports Drama Grand Prix (wiosna 2008): najlepszy aktor drugoplanowy – Last Friends[2]
- 7. Nagroda Nikkan Sports Drama Grand Prix (2003–2004): najlepszy debiut – Teruteru Kazoku[3]